# 아바시리 지청

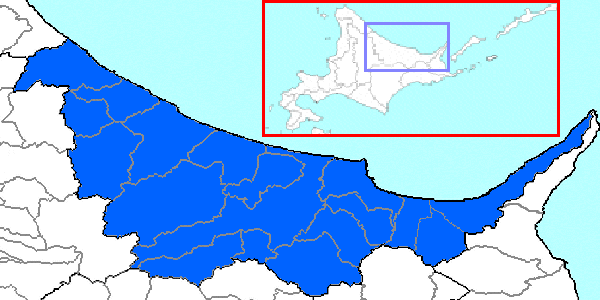
오호츠크 종합진흥국의 위치

아바시리 지청(일본어: 網走支庁)은 홋카이도 지청의 하나였으며, 2010년 4월부터 오호츠크 종합진흥국으로 개편되었다. 지청 소재지는 아바시리시였다.
도토(道東) 지방 북부에 위치하고 오호츠크해를 접한다. 2005년에 유네스코의 세계유산으로 등록된 시레토코반도, 오호츠크해의 유빙(流氷) 등 관광 자원이 많은 지역이다.

## 역사
- 1897년 - 아바시리 지청을 설치했다.
- 2005년 10월 1일 - 엔가루 정, 이쿠타하라 정, 마루셋푸 정, 시라타키 촌이 신설 합병해, 새로운 엔가루 정이 성립하였다.
- 2006년 3월 5일 - 기타미 시, 루베시베 정, 단노 정, 도코로 정이 신설 합병해, 새로운 기타미 시가 성립하였다.
- 2006년 3월 31일 - 메만베쓰 정, 히가시모코토 촌이 신설 합병해, 오조라 정이 성립하였다.
- 2009년 10월 5일 - 가미유베쓰 정, 유베쓰 정이 신설 합병해, 새로운 유베쓰 정이 성립하였다.
- 2010년 4월 1일 - 아바시리 지청을 폐지해 오호츠크 종합진흥국을 설치했다.

## 인접한 지청

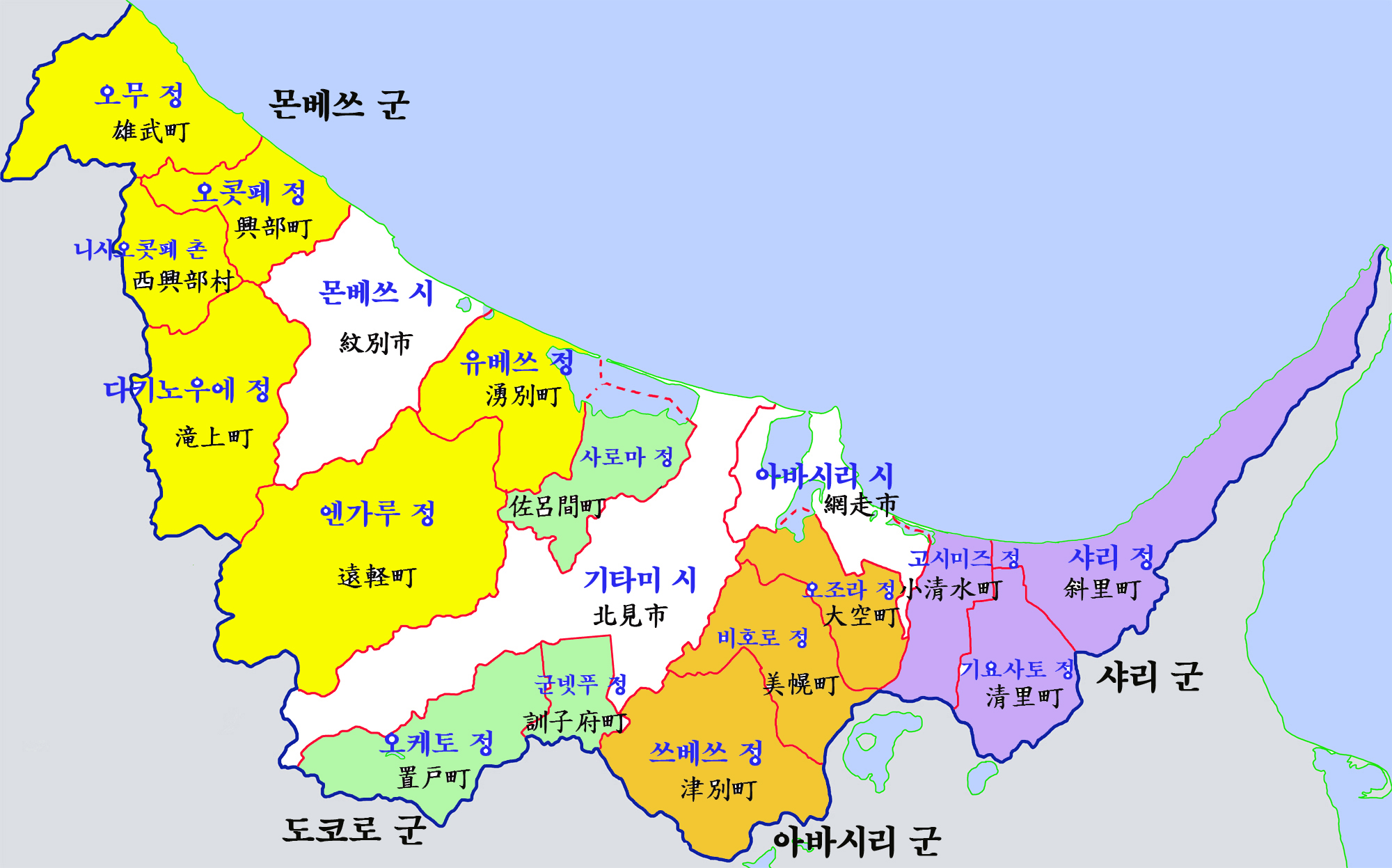
오호츠크 종합진흥국 행정구역

- 가미카와 지청
- 소야 지청
- 도카치 지청
- 구시로 지청
- 네무로 지청

## 지역
- 기타미시(北見市)
- 아바시리시(網走市)
- 몬베쓰시(紋別市)
- 아바시리 군(網走郡)
  - 오조라정(大空町) - 비호로정(美幌町) - 쓰베쓰정(津別町)
- 샤리 군(斜里郡)
  - 샤리정(斜里町) - 기요사토정(清里町) - 고시미즈정(小清水町)
- 도코로 군(常呂郡)
  - 군넷푸정(訓子府町) - 오케토정(置戸町) - 사로마정(佐呂間町)
- 몬베쓰 군(紋別郡)
  - 엔가루정(遠軽町) - 유베쓰정(湧別町) - 다키노우에정(滝上町) - 오콧페정(興部町) - 오무정(雄武町) - 니시오콧페촌(西興部村)